# Im Himmel ist doch Jahrmarkt
Im Himmel ist doch Jahrmarkt ist eine deutsche Liebeskomödie der DEFA von Rolf Losansky aus dem Jahr 1969.

## Handlung
Liebesgott Amor ist fleißig: Erst verschießt er einen Pfeil auf den Piloten, der fünf junge Frauen einer Damenfallsprungmannschaft über ein Landekreuz manövrieren soll, und sorgt damit für heilloses Durcheinander beim Sprung. Nur eine der Frauen landet im markierten Bereich und Trainer Hannes flucht einmal mehr über seine Entscheidung, eine Frauenmannschaft zu trainieren, steht der große internationale Leistungsvergleich in Ungarn doch kurz bevor. Alle anderen Frauen landen bei ihrem Sprung in der Umgegend und die blonde Gitta gar direkt auf der Fernstraße vor dem Lastkraftwagen von Thomas. Der reagiert zunächst wütend, doch trifft ihn Amors zweiter Pfeil und er verliebt sich in Gitta. Er weiß nichts von ihr, außer dass sie auch Fallschirmspringerin ist, und so beginnt er mithilfe seiner Freunde Ede und Lutz mit der Suche nach ihr.
Hannes ist nicht entgangen, dass seine Schützlinge durch den Fehlsprung ganz verschiedene junge Männer kennengelernt haben. Da er durch verliebte Paare und darauf folgenden Kindersegen bereits zwei Frauenmannschaften eingebüßt hat, greift er zu drastischen Maßnahmen. Die Frauen müssen schwören, ihr Herz allein dem Sport zu schenken und auf Männer zu verzichten. Da Hannes’ eigene Frau Isot ebenfalls Teil der Mannschaft ist, reagiert sie so wütend wie konsequent und quartiert ihn aus dem gemeinsamen Schlafzimmer aus. Über Hannes’ Schwiegermutter erhält Thomas heimlich die Adressen der Springerinnen. Ede, Lutz und er suchen nun alle Frauen auf, sodass Thomas schließlich seine Traumfrau Gitta in einem Uhrengeschäft wiedersieht. Sie macht ihm traurig klar, dass sein Liebesgeständnis aufgrund des Schwurs etwas zu spät kommt. Thomas lässt jedoch nicht locker und versucht sich sogar als Fallschirmspringer, um Gitta nah zu sein. Dabei landet er mit ihr vom Wind abgetrieben im Spreewald, wo beide von Hannes eingesammelt werden.
Ede macht Thomas klar, dass er Gitta am einfachsten mit einem gemeinsamen Kind an sich binden könnte, Schwur hin oder her. Thomas unternimmt mit Gitta daher eine Waldwanderung und kehrt mit ihr am Ende in einem Schloss ein. Abends steigt er in ihr Zimmer ein, doch hält Gitta ihn auf Distanz und ohrfeigt ihn, als er Ede und seinen Kindervorschlag erwähnt. Gitta trennt sich von Thomas und gibt auch das Fallschirmspringen auf. Erst jetzt erkennt Hannes, das seine Schwur-Idee doch nicht gut war. Er organisiert die Frauen des Teams und Ede und Lutz, die Gitta und Thomas heimlich als Babysitter für seine und Isots Kinder engagieren. Tatsächlich söhnen sich beide aus. Einige Zeit später findet der internationale Leistungsvergleich im Fallschirmspringen in Ungarn statt. Während Gitta gute Laune hat, sind alle anderen Frauen des Teams bedrückt. Jede hat inzwischen einen heimlichen Liebhaber, der jedoch nicht vor Ort ist. Hannes lässt schließlich alle Männer nach Ungarn bringen und die Frauen gewinnen den Wettbewerb. Gitta hat sich sogar kurzerhand aus einem Teil des Fallschirms ein Hochzeitskleid genäht und tritt, nach ihrer Punktlandung im Wettbewerb, Thomas entgegen, der sie in Frack und mit Blumen  vor den Traualtar führen wird.

## Produktion
Im Himmel ist doch Jahrmarkt wurde 1968 unter dem Arbeitstitel Spring, wenn du kannst gedreht. Die Kostüme schuf Barbara Müller, die Filmbauten stammen von Hans-Jörg Mirr. Der Film erlebte am 17. April 1969 im Berliner Kosmos seine Premiere und lief am folgenden Tag in den Kinos der DDR an. DFF 2 zeigte dem Film am 7. Oktober 1970 erstmals im Fernsehen der DDR.

## Kritik
Renate Holland-Moritz verriss den Film, dessen Drehbuch „in einen der schönen, großen Babelsberger Papierkörbe“ gehöre; dem Film fehle die Fabel und er sei dramaturgisch und handwerklich dilettantisch. Auch Frank-Burkhard Habel kritisierte, dass der Film keine „tragfähige Fabel“ habe und so trotz schöner Luftaufnahmen und „sympathische[r] Besetzung“ nur durchschnittlich sei. Für den film-dienst war es ein „krampfhaft um Lustigkeit bemühter Film ohne künstlerischen Wert.“